# Heidi-Elke Gaugel
Heidi-Elke Gaugel (Schönaich, 11 juli 1959) is een atleet uit Duitsland.
Op de Olympische Zomerspelen van 1984 liep ze de 100 en 200 meter, en de 4x100 meter estafette. Op de 4x400 meter estafette pakte ze de bronzen medaille met het West-Duitse team.

## Privé
Gaugel huwde middellangeafstandsloper Harald Hudak, en woonde met hem een tijd in Azië.
- Gemeinsame Normdatei: 1214238025
- World Athletics: 14350550
- Virtual International Authority File: 9159610539040542092